# Christian Demmer
Christian Joseph Demmer (* getauft 6. August 1772 in Köln; † 22. September 1835 in Prag) war ein deutsch-österreichischer Sänger (Tenor) und Schauspieler.

## Leben
Demmer wurde am 6. August 1772 in der Kölner Kirchengemeinde St. Maria im Pesch auf die Namen Christian Joseph getauft. Er war ein Bruder von Joseph und Carl Demmer und begann seine künstlerische Laufbahn am 13. Dezember 1780 als „Chorale“ (Chorsänger) am Kölner Dom. Am 23. Mai 1789 wurde er entlassen und ging 1790 in Mainz zum Theater.
Im Frühjahr 1795 gastierte er mit der Gesellschaft von Friedrich Wilhelm Hunnius in Wetzlar und trat dort am 16. und 26. Mai als Tamino in Mozarts Zauberflöte auf. Anschließend folgte er Hunnius nach Mainz, der sich dort mit der Wandertruppe von Simon Friedrich Koberwein (1733–nach 1803) vereinigte. Auch bei diesem Unternehmen war „Hr. Demmer, der jüngste von den drey Brüdern“ als erster Tenor tätig. Anschließend wirkte er bis 1798 bei der Gesellschaft von Johann Ludwig Büchner, die hauptsächlich in Köln und Mainz spielte. Musikdirektor beider Gesellschaften war August Burgmüller. Um 1800 war Demmer am Theater in Aachen engagiert. Zu dieser Zeit war er bereits mit der Schauspielerin Sophie Demmer geb. Ernst verheiratet. Kurz darauf wechselte er an das Theater in Hamburg. 1803 heißt es in einem Bericht über das Hamburger Theater: „Christian Demmer, zeitheriger Sänger beim hiesigen Theater ist davon gegangen, ohne von seinen Freunden, Verwandten und seiner Frau Abschied zu nehmen.“ Wo er sich in den folgenden Jahren aufhielt, ist noch ungeklärt.
Am 30. März 1809 aus Regensburg in Wien angekommen, wo er im Theater an der Wien Wohnung bezog, gehörte er vom 28. April 1809 bis zum 23. April 1824 schließlich zum Ensemble der Wiener Hoftheater. Seine größten Erfolge feierte er in der Partie des Ober-Seneschall in dem Singspiel Johann von Paris von François-Adrien Boieldieu, das am 28. August 1812 erstmals im Theater am Kärntnertor zur Aufführung gelangte. Sein Bruder Carl Demmer spielte dieselbe Rolle – zur gleichen Zeit – in einer Inszenierung des Theaters an der Wien. Ignaz Franz Castelli schreibt in seinen Memoiren:

„Zwei Brüder Demmer waren als Sänger, der Eine im Hofoperntheater, der Andere im Theater an der Wien angestellt; sie spielten alle Chevaliers, sie sahen sich im Gesichte so ähnlich, und hatten so gleiche Manieren und eine so gleiche Sprache daß man sie fast nicht auseinanderhalten konnte. Sie spielten und sangen zu gleicher Zeit, Jeder in seinem Theater den Seneschal in ‚Johann von Paris.‘“

Nach dem Wiener Künstlerverzeichnis von Franz Heinrich Böckh wohnte „Demmer Christ., k. k. Hof-Opern-Sänger“ 1821 „An der Wien Nr. 38.“ Im Herbst 1824 ging er an das Theater in Graz. Zuletzt war er in Prag tätig.

## Familie
Eine Tochter aus der Ehe von Christian Demmer mit Sophie Ernst war die Schauspielerin und Sängerin Jeanette (eigentlich Johanna) Ziegler geb. Demmer (* 1800 in Aachen; † 2. Juli 1878 in Pest), die als Jeanette Demmer bzw. (wieder)verehelichte Jeannette Schmidt-Demmer von 1808 bis etwa 1815 Mitglied der Wiener Hofoper war und danach am Theater in der Josefstadt wirkte. Unter anderem spielte sie in jungen Jahren im Theater an der Wien an der Seite ihres Onkels, Carl Demmer, in der namensgebenden Rolle in Pius Alexander Wolffs Preciosa.
Seine Brüder waren die Sänger und Schauspieler Carl Demmer und Joseph Demmer. Sein Sohn Friedrich Demmer war ebenfalls Sänger und Schauspieler.